# San Adrián de Juarros
Pour les articles homonymes, voir Juarros.
San Adrián de Juarros est une commune d'Espagne dans la communauté autonome de Castille-et-León, province de Burgos. Elle s'étend sur 19,89 km2 et comptait 66 habitants en 2011.